# Radio Norge
Radio Norge (früher Kanal 24) ist ein privater norwegischer Radiosender, dessen Betrieb am 1. Januar 2004 als Kanal 24 startete. Der Hauptsitz befindet sich in Fredrikstad, es gibt Zweigstellen in Oslo, Kristiansand und Tromsø. Kanal 24 hat Auslandskorrespondenten in New York, London, Paris, Berlin und Rio de Janeiro. 
Radio Norge sendet seit 2017 ausschließlich in DAB über das vierte flächendeckend UKW-Netz im ganzen Land. Die ersten 3 gehören zum öffentlichen NRK mit den Programmen P1, P2 und P3. Der Kanal hatte bei der Eröffnung einige Schwierigkeiten und wurde von Kanal 4 in Kanal 24 umbenannt, weil die Namensähnlichkeit zum Privatsender Kanal P4 für zu groß befunden wurde. Die Zahl der regelmäßigen Zuhörer ist konstant und liegt bei etwa 300.000, was rund 5 Prozent Marktanteil entspricht. Damit liegt der Sender deutlich hinter P4, das auf 23 % Marktanteil kommt und zuvor auf dem FM4-Netz sendete. Radio Norge hat aufgrund des Konzessionsvertrages ein breites Programmspektrum, so zum Beispiel „Gråsonen“ (Rock), „Blåtimen“ (Blues), „Jazz fra Eplet“ (Jazz), „Ensomme rytter“ (Country) und „Gatemusikk“ (Rap). 
Eigner des Radios ist seit 2015 die Bauer Media Group.